# Christopher Codrington
Pour les articles homonymes, voir Christopher et Codrington.
 (juillet 2016).
Si vous disposez d'ouvrages ou d'articles de référence ou si vous connaissez des sites web de qualité traitant du thème abordé ici, merci de compléter l'article en donnant les références utiles à sa vérifiabilité et en les liant à la section « Notes et références ».
Christopher Codrington est un soldat britannique et un gouverneur colonial, né en 1668 à la Barbade aux Antilles et mort le 7 avril 1710.

## Biographie
Né d'un père capitaine général des Îles-sous-le-Vent britanniques, son éducation se fit à Christ Church à Oxford. Il servit également dans l'armée où il participa à l'opération dans les Flandres.
En 1674, son père Christopher Codrington fonda la première grande plantation de sucre sur l'île d'Antigua ; le seul village de Barbuda porte aujourd'hui son nom. En 1685, Codrington et sa famille louèrent toute l'île à la Couronne britannique pour la modique somme d'« un gros cochon par an si demande est faite » ; ils établirent avec succès des plantations de sucre. Au début, les colons faisaient venir des ouvriers agricoles sous contrat afin de les faire travailler aux colonies et après cinq ans, ces ouvriers étaient libres d'acquérir et de cultiver une terre à eux. Mais cette main d'œuvre parut insuffisante. C'est pourquoi Christopher Codrington et les autres propriétaires terriens firent amener des esclaves de la côte ouest de l'Afrique. À la mort de son père en 1697, il fut à son tour nommé capitaine-général des Iles Sous le Vent.
En 1703, il commanda l'opération avortée des britanniques en Guadeloupe. Après cet échec, il démissionna de son poste et s'adonna, pour le restant de ses jours, à l'étude de son ancien domaine, la Barbade. Il mourut le 7 avril 1710, léguant ses domaines à la société pour la propagation de l'évangile.